# شویلوبیه (استان پومرانی غربی)
شویلوبیه (به لهستانی:  Świelubie) یک روستا در لهستان است که در گمینا دگووو واقع شده‌است.